# Windows Preinstallation Environment
Windows Preinstallation Environment (também conhecido como Windows PE ou WinPE) é uma versão leve do Windows usada para a implantação de PCs, estações de trabalho e servidores, ou para a resolução de problemas de um sistema operacional enquanto ele estiver offline. Ele é destinado a substituir os discos de inicialização do MS-DOS e pode ser inicializado via unidade flash USB, PXE, iPXE, CD-ROM ou disco rígido. Tradicionalmente usado por grandes empresas e OEMs (para pré-installar sistemas operacionais clientes do Windows em PCs durante sua fabricação), está hoje amplamente disponível gratuitamente por meio do Windows Assessment and Deployment Kit (WADK).
O WinPE pode executar a instalação do Windows, scripts e aplicações de imagem. Os clientes de Enterprise Agreement e de Filiação Software Assurance (SAM) receberam o WinPE nas suas atualizações de outubro de 2002, e continuará a ser oferecido como benefício do Software Assurance.

## Visão Geral
O WinPE foi originalmente destinado para uso somente como uma plataforma de pré-instalação visando a implantação de sistemas operacionais Microsoft Windows, especificamente para substituir o DOS nesta função. WinPE tem as seguintes utilizações:
♦ Implantação de estações de trabalho e servidores de grandes empresas, bem como pré-instalação por parte de OEMs em estações de trabalho e servidores para venda a usuários finais.
♦ Plataforma para executar ferramentas de recuperação de 32-bit ou 64-bit, como Winternals ERD Commander ou o Ambiente de Recuperação do Windows (Windows RE).
♦ Plataforma para a execução de utilitários de clonagem de disco de terceiros em 32-bit ou 64-bit .
O pacote pode ser usado para testes de desenvolvedor ou como um CD de recuperação / DVD para administradores de sistema. Muitos CDs de boot WinPE personalizados embalados com aplicativos de terceiros para diferentes usos estão agora disponíveis de voluntários através da Internet.
O pacote pode também ser usado como a base de uma investigação forense ou para capturar uma imagem de disco ou executar ferramentas de análise sem montar os discos disponíveis e, assim, alterar o estado.
A Versão 2.0 introduziu uma série de melhorias e ampliou a disponibilidade do WinPE a todos os clientes, não apenas clientes corporativos empresariais, baixando e instalando o Microsoft Windows Automated Installation Kit (WAIK).
A versão mais recente é de 3,1, baseado no kernel do Windows 7 SP1.
Ele foi originalmente projetado e construído por uma pequena equipe de engenheiros na implantação da Microsoft, incluindo o Windows equipe Vijay Jayaseelan, Burkhardt Ryan, e Bond Richard.